# Yasmine Boudjenah
Yasmine Boudjenah (ur. 21 grudnia 1970 w Paryżu) – francuska polityk i samorządowiec, eurodeputowana w latach 1999–2004.

## Życiorys
Z wykształcenia magister matematyki, uzyskała dyplom DEA, a także stopień doktora nauk ekonomicznych. Od początku lat 90. zaangażowana w działalność organizacji związanych z Francuską Partią Komunistyczną. Była członkinią biura krajowego ruchu młodych komunistów i pierwszym sekretarzem komunistycznego związku studentów. W 2000 weszła w skład władz krajowych partii komunistycznej.
W wyborach w 1999 z ramienia komunistów uzyskała mandat posłanki do Parlamentu Europejskiego V kadencji. Należała do Konfederacyjnej Grupy Zjednoczonej Lewicy Europejskiej i Nordyckiej Zielonej Lewicy, pracowała w Komisji Rozwoju i Współpracy. W PE zasiadała do 2004.
Od 2005 zatrudniona jako urzędnik, w 2008 objęła stanowisko zastępcy mera Bagneux.